# Veneer
Albums de José González
In Our Nature
(2007)
Veneer est le premier album studio de José González sorti le 29 octobre 2003 en Suède et le 25 avril 2005 dans le reste de l'Europe.

## Titres de l'album
Tous les morceaux ont été écrits par José González sauf mention contraire.
1. Slow Moves - 2:52
2. Remain - 3:46
3. Lovestain - 2:17
4. Heartbeats (The Knife) - 2:40
5. Crosses - 2:43
6. Deadweight on Velveteen - 3:27
7. All You Deliver - 2:20
8. Stay in the Shade - 2:23
9. Hints - 3:52
10. Save Your Day - 2:30
11. Broken Arrows - 1:58

## Musiciens
- José González - Chant, guitare, percussions
- Stefan Sporsén - Trompette

## Singles
- Heartbeats sorti le 9 janvier 2006 avec Suggestions en face B
- Crosses sorti le 10 avril 2006 avec Storm en face B